# 秩父温泉
秩父温泉（ちちぶおんせん）は、埼玉県秩父地方に所在する温泉の総称。
秩父市を中心とする秩父地方には、秩父七湯や奥秩父温泉郷、秩父高篠鉱泉郷などの温泉・鉱泉があり、西武秩父駅前では秩父温泉のブランド力向上を図る目的で温泉掘削を行っている。秩父市大滝地区には大滝温泉もある。著名な温泉として「秩父温泉 満願の湯」などがある。
楽天トラベルが発表した「2016年 上半期人気温泉宿ランキング」では、秩父温泉の秩父七湯「御代の湯」新木鉱泉旅館が18位にランクインしている。楽天トラベルが実施した「2020年 関東の人気温泉地ランキング」では、12位に秩父温泉がランクインしている。